# 프로키노수쿠스과
프로키노수쿠스과(Procynosuchidae)는 키노돈트아목에 속하는 분류군이며, 프로키노수쿠스에는 프로키노수쿠스, 슬루디카, 우랄로키노돈이 속한다.

## 특징
프로키노수쿠스류는 초기 키노돈트임에도 불구하고, 진보된 포유류의 특징을 가지고 있음과 동시에 테로세팔루스류와 닮기도 했다. 눈은 정면을 향하고 있었고, 치골은 테로세팔루스류보다 더 컸다. 프로키노수쿠스는 포유류처럼 숨을 쉬면서 먹이를 먹을 수 있는 2차구개를 가지고 있었다. 그리고 이들은 페름기 대멸종에서 모두 멸종되었다. 프로키노수쿠스류는 대부분 육상동물이였으나, 일부는 반수생 동물이었다.